# 雅库伊
雅库伊是巴西米纳斯吉拉斯州的一个市镇。总面积409.738平方公里，总人口7429人，人口密度18.1人/平方公里。